# Lucien Lesna

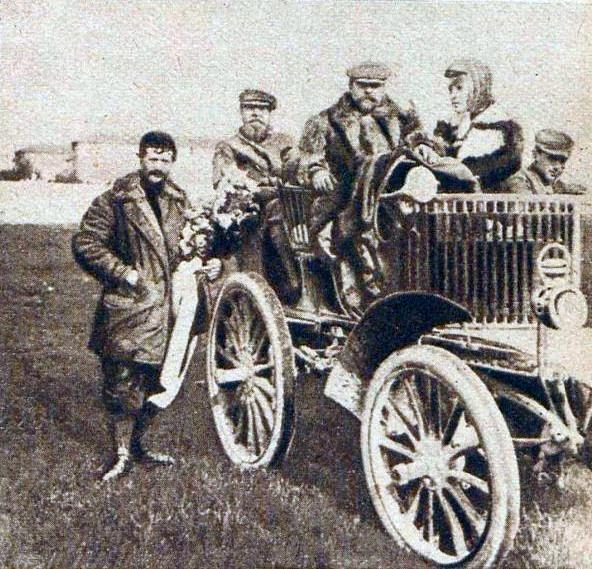
Lucien Lesna, vainqueur de Bordeaux-Paris en 1901.

Lucien Lesna est un coureur cycliste et aviateur français, né le 4 octobre 1863 au Locle dans le canton de Neuchâtel en Suisse et mort le 11 juillet 1932 à Évreux (son décès a été annoncé en avril 1913 au Locle).

## Biographie
Lucien Lesna naît le 4 octobre 1863 au Locle, près de Neuchâtel en Suisse, de parents français. La famille Lesna s'installe ensuite à Genève. Lucien Lesna découvre le cyclisme tardivement et commence la compétition à l'âge de 26 ans. En 1890, il gagne le titre de champion de l'Union vélocipédique de Suisse Romande. L'année suivante, il se classe 2e du Tour du lac Léman.
En 1894, Lucien Lesna remporte Bordeaux-Paris, la classique la plus importante de l'époque, sur un vélo de marque Peugeot. Créée en 1891, l'épreuve est disputée cette année-là sur un parcours de 591 kilomètres. Un temps distancé par le coureur britannique Charles Lucas, Lucien Lesna le rejoint avant Blois puis le distance irrémédiablement. Il franchit la ligne d'arrivée seul en tête au Trotting Club de Levallois, après 25 h 11 min 7 s de course. La même année, il gagne Paris-Saint-Malo, sur un parcours de près de 400 kilomètres, ainsi que Paris-Bar-le-Duc, une course de 250 kilomètres.
Les années suivantes, Lucien Lesna se consacre principalement aux épreuves sur piste. En 1895, il remporte le titre de champion de France de demi-fond. En 1896, il devient champion d'Europe de la discipline à Berlin. Il couvre alors les 100 kilomètres de l'épreuve en 2 h 21. Un conflit l'oppose alors à l'Union vélocipédique de France qui refuse de reconnaître comme officielle l'épreuve disputée à Berlin et organisée par la fédération allemande. Elle décide alors d'exclure Lucien Lesna du championnat du monde qui se dispute cette année-là à Copenhague. En 1898, il gagne un deuxième titre de champion d'Europe du demi-fond à Mayence, en Allemagne. De 1898 à 1900, Lucien Lesna dispute de nombreuses épreuves sur piste en Allemagne où il monnaye ses prestations contre des cachets. Il se classe par exemple 3e du Grand Prix de Hambourg en 1899. Il court également en Australie et aux États-Unis.
Il participe à la course Paris-Brest-Paris en 1901. Il attaque dès le départ et arrive à Brest avec deux heures d'avance sur ses principaux concurrents. Sur la route du retour, il s'arrête prendre un bain à Rennes à cause d'une chaleur étouffante. Cet arrêt est fatal, il voit revenir sur lui Maurice Garin, qui le double et qui s'impose au Parc des Princes. Il prend sa revanche l'année suivante en remportant l'unique édition de Marseille-Paris en 38 h 43.
Dans la course Paris-Madrid de 1903, à laquelle il participe comme motocycliste sur Peugeot, il est victime d'un accident dans lequel il se brise un genou et est contraint d'arrêter le cyclisme.
Fin 1909-début 1910, il apprend à piloter des avions à Pau dans l'école Blériot avec Graham White. Le 18 décembre 1909, il endommage son appareil en volant trop bas. Le 12 août 1910, au cours d'un vol en aéroplane à Courtrai, il est victime d'un accident assez grave où il se brise une jambe.
Enfin, le 2 juillet 1911, son appareil heurte un arbre au meeting de Valognes et il est grièvement blessé.
Il est ensuite masseur et est domicilié à Paris, 12 rue du Colisée. Il meurt des suites d'un accident de moto survenu le 11 juillet 1932 dans un virage de la côte de Parville à l'entrée d'Évreux,.
En 2002, Lucien Lesna fait partie des coureurs retenus dans le Hall of Fame de l'Union cycliste internationale.

## Palmarès sur route
- 1890
  - Champion de l'Union Vélocipédique de Suisse Romande
- 1891
  - 2e du Tour du lac Léman
  - 2e du Championnat de l'Union Vélocipédique de Suisse Romande
- 1892
  - Bâle-Strasbourg-Bâle
- 1893
  - 2e de Paris-Oostende
  - 3e de Bâle-Strasbourg-Bâle
- 1894
  - Bordeaux-Paris
  - Paris-Saint-Malo
  - Paris-Bar-le-Duc
- 1901
  - Paris-Roubaix
  - Bordeaux-Paris
- 1902
  - Paris-Roubaix
  - Marseille-Paris
  - 2e de Bordeaux-Paris

## Palmarès sur piste

### Championnats d'Europe
- 1896
  -  Champion d'Europe de demi-fond
- 1898
  -  Champion d'Europe de demi-fond

### Championnats de France
- 1895
  -  Champion de France de demi-fond

### Autre
- Courses professionnelles des Jeux olympiques de Paris 1900[16]
  - 2e du 25 km